# Trichomycterus lewi
Trichomycterus lewi es una especie de peces de la familia Trichomycteridae en el orden de los Siluriformes.

## Distribución geográfica
Se encuentra en Venezuela.